# Autoficção
Autoficção é um termo usado na crítica literária para se referir a uma forma de autobiografia ficcional.
Serge Doubrovsky cunhou o termo em 1977, com referência ao seu romance Fils. Autoficção combina dois estilos, paradoxalmente contraditórias: a de autobiografia e ficção. Um(a) autor(a) pode decidir contar sua vida na terceira pessoa, para modificar os detalhes significativos ou "personagens", utilizando a ficção a serviço de uma busca por auto. Ele tem relações paralelas com a não ficção, um gênero inventado por Truman Capote para descrever seu romance A Sangue Frio.
Autoficção é, principalmente, um gênero associado a autores franceses contemporâneos, entre eles: Christine Angot, Marguerite Duras, Guillaume Dustan, Alice Ferney, Annie Ernaux (Prémio Nobel da Literatura em 2022), Hervé Guibert, Olivia Rosenthal, Anne Wiazemsky Catherine Millet, e Vassilis Alexakis. Outros exemplos são o autor indiano Charu Nivedita e a japonesa Hitomi Kanehara.
No Brasil, a prática da autoficção é recorrente na literatura contemporânea. Ribamar, de José Castello, Divórcio, de Ricardo Lísias, A chave de casa, de Tatiana Salem Levy, O filho eterno, de Cristovão Tezza, são exemplos de autoficções brasileiras.
Em Portugal, Morreste-me e Abraço, de José Luís Peixoto, são exemplos marcantes de autoficção na literatura portuguesa contemporânea. Para além destes, existe uma prática muito comum de escrita ficcional com base na própria experiência do autor, como acontece em Cus de Judas, de Antônio Lobo Antunes, ou Gente Feliz com Lágrimas, de João de Melo, entre muitos outros exemplos possíveis.